# Gastonia (khủng long)
Gastonia là một chi khủng long sống vào đầu kỷ Creta tại Bắc Mỹ, khoảng 125 triệu năm trước. Họ hàng gần của nó là Polacanthus. Gastonia được đặt tên theo nhà cổ sinh vật học người Mỹ Rob Gaston.. 